# Діпозіт (містечко, Нью-Йорк)
Діпозіт (англ. Deposit) — місто (англ. town) в США, в окрузі Делавер штату Нью-Йорк. Населення — 1427 осіб (2020).

## Демографія
Згідно з переписом 2010 року, у місті мешкало 1712 осіб у 709 домогосподарствах у складі 463 родин. Було 1131 помешкання
Расовий склад населення:
| - 95,6 % — білих - 2,3 % — чорних або афроамериканців - 0,3 % — корінних американців - 0,2 % — азіатів |

До двох чи більше рас належало 1,5 %. Частка іспаномовних становила 2,9 % від усіх жителів.
За віковим діапазоном населення розподілялося таким чином: 24,4 % — особи молодші 18 років, 57,7 % — особи у віці 18—64 років, 17,9 % — особи у віці 65 років та старші. Медіана віку мешканця становила 43,4 року. На 100 осіб жіночої статі у місті припадало 91,9 чоловіків;  на 100 жінок у віці від 18 років та старших — 93,1 чоловіків також старших 18 років.
Середній дохід на одне домашнє господарство  становив 54 597 доларів США (медіана — 45 913), а середній дохід на одну сім'ю — 69 157 доларів (медіана — 61 917). Медіана доходів становила 42 500 доларів для чоловіків та 31 667 доларів для жінок. За межею бідності перебувало 16,3 % осіб, у тому числі 20,3 % дітей у віці до 18 років та 16,3 % осіб у віці 65 років та старших.
Цивільне працевлаштоване населення становило 717 осіб. Основні галузі зайнятості: освіта, охорона здоров'я та соціальна допомога — 19,0 %, роздрібна торгівля — 12,8 %, виробництво — 12,1 %.